# Hormuzgan
Hormuzgan (perz. هرمزگان; Hormuzgān, punim imenom استان هرمزگان; Ostān-e Hormuzgān) je jedna od 31 iranske pokrajine. Smještena je na jugu zemlje i omeđena je Bušeherskom pokrajinom na zapadu, Farsom i Kermanskom pokrajinom na sjeveru, Sistanom i Beludžistanom na istoku, te Omanskim i Perzijskim zaljevom na jugu. Imenovana je prema Hormuškom tjesnacu koji spaja dvije spomenute vodene površine. Hormuzgan ima površinu od 70.697 km², a prema popisu stanovništva iz 2006. godine u pokrajini je živjelo 1,062.155 stanovnika. Sjedište Hormuzgana je grad Bandar Abas.

## Okruzi
- Abumuški okrug
- Bandar-Abaški okrug
- Bandar-Lengški okrug
- Bastački okrug
- Bašagardski okrug
- Džaskanski okrug
- Hadžiabadski okrug
- Hamirski okrug
- Minapski okrug
- Kešmanski okrug
- Parsijanski okrug
- Rudanski okrug
- Sirički okrug

## Vanjske poveznice
- (perz.) Službene stranice Hormuzgana  Arhivirana inačica izvorne stranice od 14. rujna 2008. (Wayback Machine)

Ostali projekti
|  | Zajednički poslužitelj ima još gradiva o temi Hormuzgan |